# Bare temető
A Bare temető Szarajevó 1965-ben megnyitott köztemetője.

## Története
1965-ben nyílt meg a temető, ahol, az első temetésre 1966. január 3-án került sor. A temető központi részén található a katolikus, az ortodox, a muszlim, a zsidó és egy ateista kápolna illetve búcsúztató épület.

## Nevezetes halottak
- Alija Behmen (1940–2018) politikus, Szarajevó polgármestere
- Božidar Matić (1937–2016) politikus[3]
- Goran Čengić (1946–1992) kézilabdázó
- Mirza Delibašić (1954–2001) kosárlabdázó
- Srđan Dizdarević (1952–2016) újságíró, diplomata, aktivista
- Ines Fančović (1925–2011) színésznő
- Ivica Osim (1941–2022) labdarúgó, edző[4]
- Milan Ribar (1930–1996) labdarúgó, edző
- Muhamed Filipović (1929–2020) író, esszéíró, filozófus
- Anur Hadžiomerspahić (1971–2017) képzőművész, grafikus
- Slobodan Kovačević (1946–2004) rockzenész, gitáros
- Žan Marolt (1964–2009) színész
- Kemal Monteno (1948–2015) énekes, dalszerző[5]
- Davorin Popović (1946–2001) énekes, dalszerző
- Jovan Divjak (1937–2021) katonatiszt, tábornok[6]
- Vaso Radić (1923–2011) politikus, Szarajevó polgármestere
- Dražen Ričl (1962–1986) rockzenész
- Hasan Brkić (1913–1965) politikus, partizán
- Beba Selimović (1936–2020) folk- és sevdalinka énekes
- Emina Zečaj (1929–2020) sevdalinka énekes[7]